# Food Red 2
C.I. Food Red 2 ist ein Azofarbstoff aus der Gruppe der Säurefarbstoffe, der als Lebensmittelfarbstoff verwendet wurde.

## Herstellung
Zur Synthese von Food Red 2 wird 2,4-Dimethylanilin-6-sulfonsäure mit Natriumnitrit und Salzsäure diazotiert. Das Diazoniumsalz wird auf 5-Hydroxynaphthalin-1-sulfonsäure gekuppelt.

## Verwendung
Ursprünglich wurde Food Red 2 als Lebensmittelfarbstoff eingesetzt. Unter der Bezeichnung E 125 war Food Red 2 bis Ende 1976 in der EU durch die Richtlinie 62/2645/EWG als Lebensmittelfarbstoff zugelassen.
Food Red 2 wird im Wesentlichen als Farbstoff in der Kosmetik (Shampoos, Schaum- und Duschbädern, Flüssigseifen) verwendet und ist in der EU mit der Verordnung (EG) Nr. 1223/2009 zugelassen. Ebenfalls für Kosmetika zugelassen ist der Farbstoff in Südafrika, der Türkei und Thailand, während er in Japan und den USA weder für Lebensmittel, Arzneimittel noch für Kosmetika verwendet werden darf.